# Mühlenstraße 32 a (Stralsund)
Das Wohnhaus Mühlenstraße 32 a in Stralsund ist ein denkmalgeschütztes Bauwerk in der Mühlenstraße.

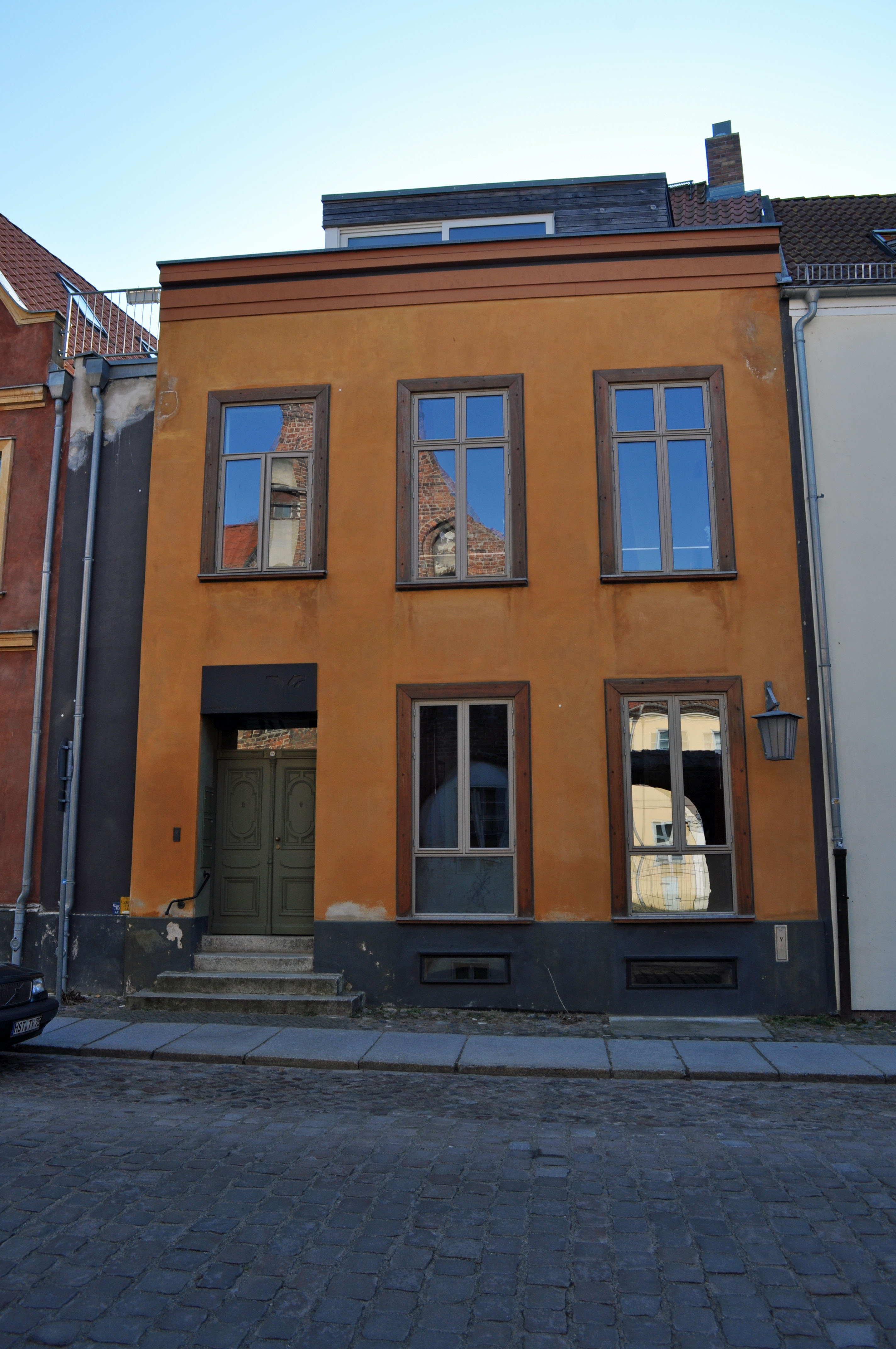
Haus Mühlenstraße 32 a in Stralsund (2012)

Der zweigeschossige Putzbau wurde Mitte des 18. Jahrhunderts errichtet. Das dreiachsige Haus besitzt ein zur Straße hin abgewalmtes Dach. Reste von Wandgemälden sind im Kemladen erhalten.
Das Haus im Kerngebiet des von der UNESCO als Weltkulturerbe anerkannten Stadtgebietes des Kulturgutes „Historische Altstädte Stralsund und Wismar“ ist in die Liste der Baudenkmale in Stralsund eingetragen.